# Sothonungsfågel
Sothonungsfågel (Melionyx fuscus) är en fågel i familjen honungsfåglar inom ordningen tättingar.

## Utbredning och systematik
Sothonungsfågel förekommer på Nya Guinea. Den behandlas antingen som monotypisk eller delas in i två underarter med följande utbredning:
- M. f. occidentalis – subalpina skogar i de centrala bergskedjorna på Nya Guinea
- M. f. fuscus – bergstrakter på centrala och sydöstra Nya Guinea

### Släktestillhörighet
Arten placeras traditionellt i släktet Melidectes, men har tillsammans med nära släktingarna långskäggig honungsfågel och kortskäggig honungsfågel lyfts ut till det egna släktet Melionyx efter genetiska studier.